# 刘孝孙 (隋末唐初)
刘孝孙（？—？）。荆州（治今湖北省荆州市）人，隋朝到唐朝初年学者。

## 生平
刘孝孙是隋朝左勋卫、华堂郡开国子刘建之子，少年知名，与当时文士虞世南、蔡君和、庾抱等登山临水，结为文会。隋朝大业末年没于王世充，为王世充弟王辩行台郎中。归唐后，唐高祖任命他为虞州录事参军，被秦王李世民召为秦王府学士。贞观六年（632年）任著作佐郎、吴王（李恪）友。贞观十五年（641年），任谘议参军。后升任太子洗马，未上任卒。《唐诗纪事》称他贞观六年卒，与《旧唐书》所记不同。
曾采历代文集，为吴王编撰《古今类序诗苑》四十卷。《旧唐书·经籍志》与《新唐书·艺文志》称其有文集三十卷，已佚。清朝康熙年间刘云份辑《初唐刘孝孙诗》一卷，编入其所刊《唐代刘氏诗集七十种》。《全唐诗》卷三十三录存其诗七首，其中多为在隋时所作，《赋得春莺送友人》一首为贺朝清诗误入。《全唐文》卷154录存其文一篇。

## 延伸阅读
[在维基数据编辑]
 在维基文库阅读此作者作品
 《新唐書·卷102》，出自《新唐書》